# Lethbridge
Lethbridge ist eine Stadt im Süden der kanadischen Provinz Alberta. Sie liegt am Rande der Prärie nahe den Rocky Mountains am Oldman River, 210 Kilometer südöstlich von Calgary und hat 92.729 Einwohner (Stand: 2016). Damit ist Lethbridge die größte Stadt im südlichen Bereich der Provinz. Die Stadt ist umgeben vom Verwaltungsbezirk (dem „Municipal District“) Lethbridge County, welcher in der Stadt auch seinen Verwaltungssitz hat, obwohl die Stadt nicht unter seine Zuständigkeit fällt.

## Geschichte
An der Stelle der heutigen Stadt wurde 1869 das Fort „Whoop-Up“ errichtet, von wo aus US-Amerikaner illegalen Alkoholhandel mit den Indianern betrieben. Dies war einer der Gründe für die Schaffung der North West Mounted Police im Jahr 1873.
1870 fand am Oldman River die letzte Schlacht zwischen den Cree und den Blackfoot statt; 1871 schlossen diese beiden Indianernationen einen formellen Friedensvertrag. 1874 wurde eine Kohlenminenstadt mit dem Namen Coalbanks gegründet, die 1885 den Namen Lethbridge erhielt.
Zwischen 1907 und 1909 baute die Canadian Pacific Railway das Lethbridge Viaduct (auch „High-Level Bridge“) über das „Oldman River Valley“, die heute noch die längste, ganz aus Stahl errichtete Eisenbahnbrücke der Welt ist. Die University of Lethbridge wurde 1967 eröffnet.

## Demographie
Der Zensus im Jahr 2016 ergab für die Stadt eine Bevölkerungszahl von 92.729 Einwohnern, nachdem der Zensus im Jahr 2011 für die Gemeinde noch eine Bevölkerungszahl von 83.517 Einwohnern ergab. Die Bevölkerung hat dabei im Vergleich zum letzten Zensus im Jahr 2011 um 11,0 % zugenommen und liegt damit nahe am Provinzdurchschnitt mit einer Bevölkerungszunahme um 11,6 %. Im Zensuszeitraum 2006 bis 2011 hatte die Einwohnerzahl in der Stadt, leicht überdurchschnittlich, nur um 11,8 % zugenommen, während sie im Provinzdurchschnitt um 10,8 % zunahm.
Für den Zensus 2016 wurde für die Stadt ein Medianalter von 37,2 Jahren ermittelt. Das Medianalter der Provinz lag 2016 bei nur 36,7 Jahren. Das Durchschnittsalter lag bei 39,5 Jahren, bzw. bei 37,8 Jahren in der Provinz.
Zum Zensus 2011 wurde für die Gemeinde noch ein Medianalter von 37,4 Jahren ermittelt. Das Medianalter der Provinz lag 2011 bei nur 36,5 Jahren.

## Wirtschaft und Infrastruktur

### Wirtschaft
Lethbridge hat keine wesentliche produzierende Industrie. Die meisten Arbeitsplätze gibt es im Dienstleistungsbereich. Hier kauft man in der großen Westside Mall ein oder in einem der vielen Geschäfte an den Ausfallstraßen.
Man findet hier jede Art von Unterhaltung, die man auch in einer großen Stadt finden würde. Es gibt Theater, Kinos, viele Kneipen und das Galt Museum, benannt nach Sir Alexander Galt.

### Infrastruktur
Lethbridge ist ein wichtiger Verkehrsknotenpunkt im südlichen Alberta. Lethbridge wird von folgenden Highway passiert bzw. sie haben ihren Anfang/ihr Ende im Ort:
- Alberta Highway 3 (als Bestandteil des Crowsnest Highway),
- Alberta Highway 4,
- Alberta Highway 5,
- Alberta Highway 25

Da der Highway 4 in Lethbridge beginnt, ist die Stadt Bestandteil des CANAMEX Corridor. Dieser Transportkorridor wurde im Rahmen des Nordamerikanischen Freihandelsabkommens definiert und dient dem Transport zwischen Kanada, den Vereinigten Staaten und Mexiko.
Weiterhin verläuft eine Strecke der Canadian Pacific Railway durch die Stadt. Etwa 13 Kilometer Süd-Süd-Ost der Gemeinde befindet sich der Flughafen Lethbridge (IATA-Code: YQL, ICAO-Code: CYQL). Der Flugplatz hat zwei asphaltierte Start- und Landebahnen von weniger als 2.000 Metern Länge.

## Bildung
In der Stadt befinden sich zwei Hochschulen. Die größte staatliche Hochschule in der Stadt ist die University of Lethbridge mit 9.000 Studenten in 6 Fachbereichen, die in Studiengängen für Bachelor und Masterabschlüssen eingeschrieben sind. Das Lethbridge College ist eine kleinere Hochschule an der 4.200 Studenten eingeschrieben sind.
In der Stadt befinden sich drei High Schools, die bis zur Klasse 12 führen. Hinzu kommen vier Mittelschulen und zwölf Grundschulen. Diese Schulen werden vom Lethbridge School District No. 51 verwaltet und beaufsichtigt.

## Sport
Das Aushängeschild der Stadt ist das Junioreneishockeyteam aus der Western Hockey League (WHL), die Lethbridge Hurricanes.

## Klima
|                       | Jan   | Feb   | Mär  | Apr  | Mai  | Jun  | Jul  | Aug  | Sep  | Okt  | Nov  | Dez   |   |       |
| Mittl. Tagesmax. (°C) | −1,8  | 1,5   | 6,0  | 12,9 | 18,2 | 22,3 | 25,5 | 25,4 | 20,1 | 14,0 | 4,3  | −0,2  | ⌀ | 12,4  |
| Mittl. Tagesmin. (°C) | −13,8 | −10,7 | −6,5 | −0,9 | 4,2  | 8,6  | 10,5 | 10,0 | 5,1  | 0,0  | −7,2 | −12,0 | ⌀ | −1    |
|                       |       |       |      |      |      |      |      |      |      |      |      |       |   |       |
| Niederschlag (mm)     | 17,6  | 11,6  | 24,0 | 31,3 | 53,5 | 63,0 | 47,5 | 45,8 | 39,6 | 18,9 | 16,9 | 16,7  | Σ | 386,4 |
|                       |       |       |      |      |      |      |      |      |      |      |      |       |   |       |
| Regentage (d)         | 9,0   | 6,8   | 8,6  | 8,5  | 10,5 | 10,2 | 9,3  | 8,3  | 8,2  | 6,1  | 7,3  | 9,2   | Σ | 102   |

| −13,8 |

| −10,7 |

| −6,5 |

| −0,9 |

| 4,2 |

| 8,6 |

| 10,5 |

| 10,0 |

| 5,1 |

| 0,0 |

| −7,2 |

| −12,0 |

| −13,8 |

| −10,7 |

| −6,5 |

| −0,9 |

| 4,2 |

| 8,6 |

| 10,5 |

| 10,0 |

| 5,1 |

| 0,0 |

| −7,2 |

| −12,0 |

Lethbridge ist markant durch Föhnwinde des Chinook beeinflusst, die manchmal orkanartige Ausmaße annehmen und zu extremen Temperaturschwankungen führen können.

## Partnerstädte
- Anyang,  Volksrepublik China
- Culver City,  Vereinigte Staaten
- Timashyovsk,  Russland
- Towada (Aomori),  Japan

## Persönlichkeiten

### Geboren in Lethbridge
- Bertram Brockhouse (1918–2003), Physiker und Nobelpreisträger
- Conrad Bain (1923–2013), Schauspieler
- Vic Stasiuk (1929–2023), Eishockeyspieler und -trainer
- Earl Ingarfield senior (* 1934), Eishockeyspieler und -trainer
- Joyce Fairbairn (1939–2022), Politikerin
- Richard Joseph Gagnon (* 1948), römisch-katholischer Geistlicher, Erzbischof von Winnipeg
- Frank E. Peretti (* 1951), US-amerikanischer Schriftsteller
- Duncan Regehr (* 1952), Schauspieler und Künstler
- Michael Wex (* 1954), Schriftsteller und Entertainer
- Jamie Pushor (* 1974), Eishockeyspieler, -funktionär und -scout
- Stacy Roest (* 1974), Eishockeyspieler
- Carla Pavan (* 1975), Skeletonpilotin
- Calvin Elfring (* 1976), Eishockeyspieler
- Athena Karkanis (* 1981), Schauspielerin
- Ryan Watson (* 1981), Eishockeyspieler
- Adrian Foster (* 1982), Eishockeyspieler
- Brock Sheahan (* 1984), Eishockeyspieler und -trainer
- Nikolas Ledgerwood (* 1985), Fußballspieler
- Rob Klinkhammer (* 1986), Eishockeyspieler und -trainer
- Wacey Rabbit (* 1986), Eishockeyspieler
- Kris Versteeg (* 1986), Eishockeyspieler
- Spencer Machacek (* 1988), Eishockeyspieler
- Mitch Versteeg (* 1988), Eishockeyspieler
- Nick Ross (* 1989), Eishockeyspieler
- Brandon Davidson (* 1991), Eishockeyspieler

### Personen mit Beziehung zur Stadt
- Chava Rosenfarb (1923–2011), polnisch-kanadische Schriftstellerin in jiddischer Sprache, verbrachte hier ihren Lebensabend